# 레티시아 메냥
레티시아 이렌 메냥(프랑스어: Laetitia Irène Meignan, 1960년 6월 25일~)은 프랑스의 전직 유도 선수이다. 1992년 하계 올림픽 여자 하프헤비급에서 동메달을 획득했다.